# Museo Amir Timur (Shahrisabz)
Il Museo di Amir Timur è un museo sulla storia locale di Shahrisabz in Uzbekistan.

## Il museo
L'edificio del museo è situato nel complesso della madrasa Chubin costruita nei secoli XIV-XVI ed investita dall'UNESCO nella lista "Comune a tutti gli uomini di ricchezza culturale". A quel tempo vi erano più di 40 madrasse e moschee nella città in cui le scienze religiose e universali erano insegnate come registrato nelle fonti scritte di Amir Temur e nell'epoca timuride. A questo proposito le strutture architettoniche della madrasa erano molto comode da utilizzare come museo.
L'attitudine alla cultura storica ha radicalmente cambiato la regione della Kashkadaria fin dai primi anni della Repubblica dell'Uzbekistan. A Shakhrisabz il Museo di Storia della cultura materiale di Amir Temur è stato aperto nel 1996. Nel 1996 a seguito di scavi archeologici in connessione con 660 anni di anniversario di Amir Temur, sono stati inseriti più di 6500 tasselli di un mosaico unico, una maiolica, ceramiche, rame, ferro e prodotti in legno intagliato hanno creato la più grande collezione del museo.
Oltre a dei manufatti relativi al regno di Tamerlano vi sono dei pannelli esplicativi e alcuni reperti di epoca pre-timuride, buddisti e zoroastriani.